# Bédat & Co.
Pour les articles homonymes, voir Bédat.

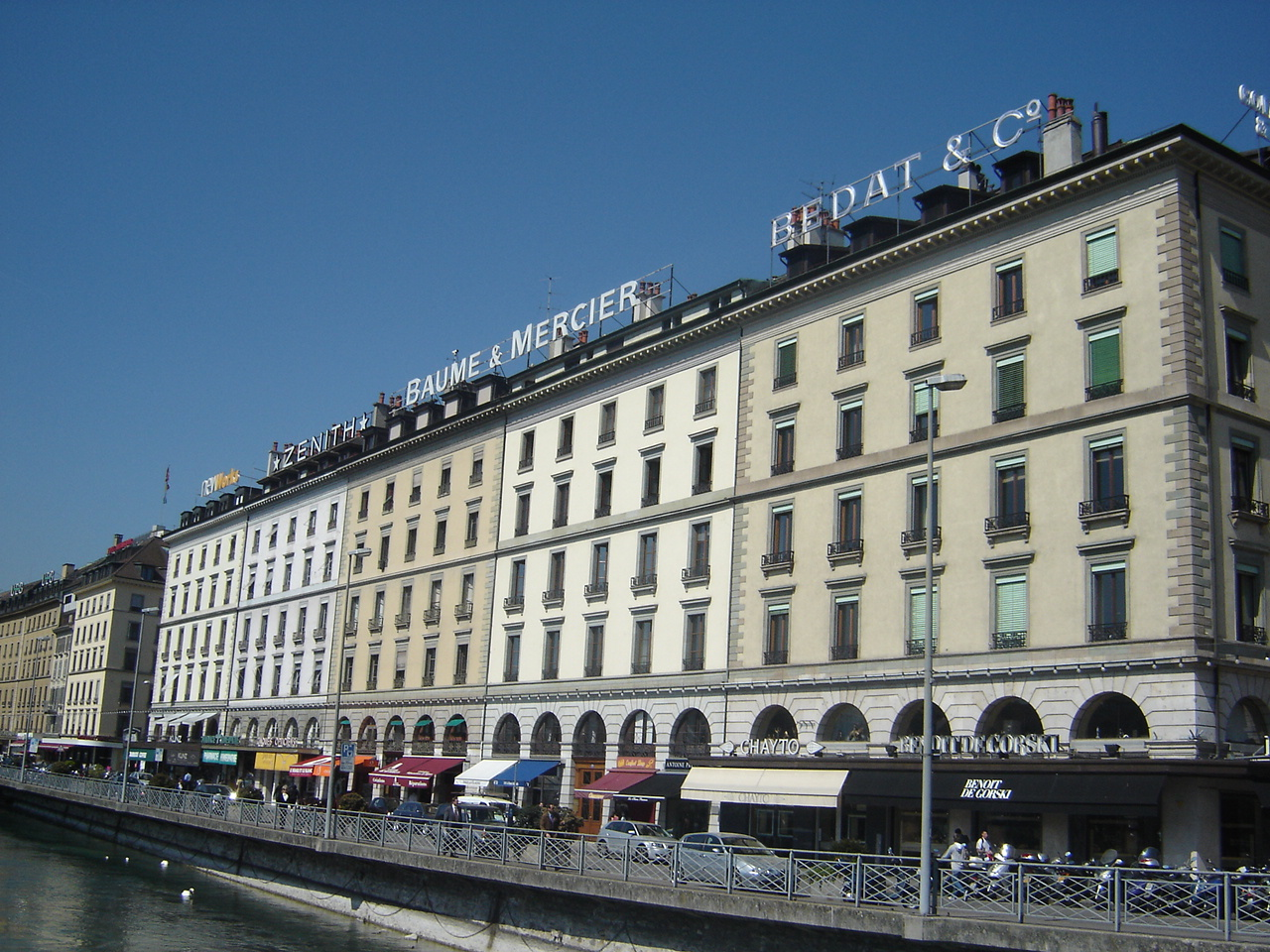
Publicité pour l'entreprise à Genève en 2007.

Bédat & Co est une entreprise d´horlogerie de luxe suisse.

## Histoire
La société est fondée en 1996 à Genève par Christian Bédat et sa mère Simone, fondatrice de la maison Raymond Weil 20 ans auparavant. L'entreprise intègre le groupe Gucci en 2000. En butte à des difficultés commerciales, Gucci la revend en 2009 au groupe malaisien Luxury Concepts Watches Jewellery.

## Produits
La marque Bédat & Co. est spécialisée dans les montres de luxe pour femmes, assorties de pierres précieuses. En 2016, ces produits sont disponibles dans des salons privés de Londres.

## Implantations
En 2009, le siège était établi à Genève et employait douze personnes. La production avait lieu aux Brenets, dans le canton de Neuchâtel.

## Mécénat
Au début des années 2000, l'entreprise a parrainé le trimaran Alinghi d'Ernesto Bertarelli, qui est alors renommé Bédat & Co.